# فینال جام باشگاه‌های جهان ۲۰۱۲
فینال جام باشگاه‌های جهان ۲۰۱۲ مسابقه فینال جام باشگاه‌های جهان ۲۰۱۲، تورنمنت فوتبال به میزبانی ژاپن بود. این نهمین فینال جام باشگاه‌های جهان، یک تورنمنت توسط فیفا بین برندگان شش کنفدراسیون قاره‌ای و همچنین قهرمان لیگ کشور میزبان بود.
مسابقه فینال بین کورینتیانس برزیل، قهرمان کونمبول و چلسی انگلیس، قهرمان یوفا و در ورزشگاه بین‌المللی یوکوهاما در یوکوهاما در ۱۶ دسامبر ۲۰۱۲ برگزار شد. کورینتیانس پس از ضربه سر پائولو گررو، چلسی را با نتیجه ۱–۰ شکست داد، که به معنای قهرمانی کورینتیانس برای دومین بار در جام باشگاه‌های جهان بود، که در آن زمان به عنوان مسابقات قهرمانی باشگاه‌های جهان شناخته می‌شد، دوازده سال پس از اولین قهرمانی خود در سال ۲۰۰۰. این مسابقه در ساعت ۱۹:۳۰ به وقت ژاپن آغاز شد و توسط داور ترکیه ای جونیت چاکیر قضاوت شد.
هر دو باشگاه پس از پیروزی در مسابقات فوتبال باشگاهی خود وارد این رقابت‌ها شدند. کورینتیانس پس از پیروزی ۲–۰ مقابل بوکا جونیورز در فینال جام لیبرتادورس ۲۰۱۲، عنوان قهرمانی را به دست آورد، در حالی که چلسی با شکست ۴–۳ بایرن مونیخ در ضربات پنالتی، پس از نتیجه ۱–۱ در ۱۲۰ دقیقه، قهرمان لیگ قهرمانان اروپا ۱۲–۲۰۱۱ شد. این دومین باری بود که کورینتیانس در این تورنمنت شرکت می‌کرد، پس از پیروزی ۴–۳ مقابل واسکو دوگاما در ضربات پنالتی و قهرمانی در سال ۲۰۰۰.

## پیش زمینه
ورزشگاه بین‌المللی یوکوهاما پنج بار میزبان فینال جام باشگاه‌های جهان بود (فینال‌های سال‌های ۲۰۰۹ و ۲۰۱۰ در ورزشگاه شهر ورزشی زاید در ابوظبی، امارات متحده عربی برگزار شد). تیم‌های برزیلی غالب‌ترین تیم در میان سایر تیم‌های آمریکای جنوبی بوده‌اند، اولین تیم به سال ۲۰۰۰ بازمی‌گردد، جایی که کورینتیانس برای اولین بار قهرمان این رقابت‌ها شد، این تورنمنت در آن زمان به عنوان مسابقات قهرمانی باشگاه‌های جهان شناخته می‌شد، جایی که آنها واسکو دوگاما را ۴–۳ در ضربات پنالتی شکست دادند. به دنبال آن، سائو پائولو با نتیجه ۱–۰ لیورپول و اینترناسیونال با همان نتیجه بارسلونا را شکست داد. در آن زمان، منچستر یونایتد تنها تیم انگلیسی بود که در این رقابت‌ها قهرمان شد (در سال ۲۰۰۸، زمانی که تیم اکوادوری ال‌دی‌یو کیتو را ۱–۰ شکست داد).

## مسیر تا فینال
| کورینتیانس                 | تیم           | چلسی                                                 |
| -------------------------- | ------------- | ---------------------------------------------------- |
| کونمبول                    | کنفدراسیون    | یوفا                                                 |
| قهرمان جام لیبرتادورس ۲۰۱۲ | نحوه شرکت     | قهرمان لیگ قهرمانان اروپا ۱۲–۲۰۱۱                    |
| استراحت                    | پلی آف        | استراحت                                              |
| استراحت                    | یک‌چهارم نهایی | استراحت                                              |
| ۱–۰ الاهلی (گررو ۳۰')      | نیمه نهایی    | ۳–۱ مونتری (ماتا ۱۷', تورس ۴۶', چاوز ۴۸' گل به خودی) |

### کورینتیانس
کورینتیانس پس از پیروزی ۱–۰ مقابل الاهلی در ۱۲ دسامبر به فینال راه یافت. پائولو گررو پس از سی دقیقه با ضربه سر گل پیروزی را به ثمر رساند.

### چلسی
چلسی در ۱۳ دسامبر به مصاف مونتری رفت و با گل‌های خوان ماتا، فرناندو تورس و گل به خودی داروین چاوز با نتیجه ۳–۱ پیروز شد. آلدو دی نیگریس در وقت‌های تلف شده گل تسلی بخش مونتری را به ثمر رساند.

## قبل از بازی

### ورزشگاه
ورزشگاه بین‌المللی یوکوهاما از سال ۲۰۰۵ یکی از محل‌های برگزاری جام باشگاه‌های جهان بوده است. این ورزشگاه در سال ۱۹۹۸ ساخته و افتتاح شد و زمین خانگی یوکوهاما مارینوس است که در جی‌لیگ، بالاترین بخش سیستم فوتبال ژاپن بازی می‌کند. این مکان پنج بار فینال‌های مسابقات قهرمانی باشگاه‌های جهان و جام باشگاه‌های جهان، در سال‌های ۲۰۰۵، ۲۰۰۶، ۲۰۰۷، ۲۰۰۸ و ۲۰۱۱ را میزبانی کرده است.

### توپ مسابقه
توپ رسمی مسابقه فینال، آدیداس کافوسا بود که توسط شرکت آلمانی تجهیزات ورزشی آدیداس ارائه شد. این توپ در سراسر مسابقات و همچنین در جام کنفدراسیون‌ها ۲۰۱۳ استفاده شد.

### داوران
جونیت چاکیر، نماینده فدراسیون فوتبال ترکیه و یوفا به عنوان داور فینال انتخاب شد. او برای اولین بار در سال ۲۰۰۶ به عنوان داور بین‌المللی معرفی شد، و پیش از این مسئولیت اولین بازی خود در جام باشگاه‌های جهان را در اولین بازی یک‌چهارم نهایی بین اولسان هیوندای و مونتری در ۹ دسامبر ۲۰۱۲ را بر عهده گرفت. بهاءالدین دوران و طارق اونگون کمک‌داوران او بودند، در حالی که داوران چهارم و پنجم علیرضا فغانی و حسن کامرانی‌فر، نمایندگان فدراسیون فوتبال جمهوری اسلامی ایران و یکی از دو نماینده کنفدراسیون فوتبال آسیا در این رقابت‌ها در کنار نواف شکرالله از فدراسیون فوتبال بحرین بودند.

## مسابقه

### (چپ):فابیو سانتوسدرحال تعقیبفرناندو تورس;(راست):کاسیو راموس، دروازه‌بان کورینتیانس، مانع از ضربه فرناندو تورس، مهاجم مرکزی چلسی در نیمه اول شد.جزئیات
| کورینتیانس | ۱–۰   | چلسی |
| ---------- | ----- | ---- |
| گررو ۶۹'   | گزارش |      |

| کورینتیانس | چلسی |

| GK       | ۱۲ | کاسیو               |     |       |
| RB       | ۲  | آلساندرو (کاپیتان)  |     |       |
| CB       | ۳  | چیکائو              |     |       |
| CB       | ۱۳ | پائولو آندری        |     |       |
| LB       | ۶  | فابیو سانتوس        |     |       |
| CM       | ۵  | رالف                |     |       |
| CM       | ۸  | پائولینیو           |     |       |
| RW       | ۱۱ | امرسون              |     | '۹۰+۱ |
| AM       | ۲۰ | دانیلو              |     |       |
| LW       | ۲۳ | خورخه هنریکه        | '۵۶ |       |
| CF       | ۹  | پائولو گررو         |     | '۸۷   |
| تعویض‌ها: |    |                     |     |       |
| FW       | ۷  | خوان مانوئل مارتینز |     | '۸۷   |
| DF       | ۴  | والاس               |     | '۹۰+۱ |
| سرمربی:  |    |                     |     |       |
| تیته     |    |                     |     |       |

| GK           | ۱  | پیتر چک                |     |     |
| RB           | ۲  | برانیسلاو ایوانوویچ    |     | '۸۳ |
| CB           | ۲۴ | گری کیهیل              | '۹۰ |     |
| CB           | ۴  | داوید لوییس            | '۷۲ |     |
| LB           | ۳  | اشلی کول               |     |     |
| CM           | ۷  | رامیرس                 |     |     |
| CM           | ۸  | فرانک لمپارد (کاپیتان) |     |     |
| RW           | ۱۳ | ویکتور موزس            |     | '۷۳ |
| AM           | ۱۰ | خوان ماتا              |     |     |
| LW           | ۱۷ | ادن هازارد             |     | '۸۷ |
| CF           | ۹  | فرناندو تورس           |     |     |
| تعویض‌ها:     |    |                        |     |     |
| MF           | ۱۱ | اسکار                  |     | '۷۳ |
| DF           | ۲۸ | سزار آزپیلیکوئتا       |     | '۸۳ |
| MF           | ۲۱ | مارکو مارین            |     | '۸۷ |
| سرمربی:      |    |                        |     |     |
| رافائل بنیتز |    |                        |     |     |

| کمک داوران: بهاءالدین دوران (ترکیه) طارق اونگون (ترکیه) داور چهارم: علیرضا فغانی (ایران) داور پنجم: حسن کامرانی‌فر (ایران) | قوانین مسابقه - ۹۰ دقیقه - ۳۰ دقیقه وقت اضافه در صورت نیاز - ضربات پنالتی اگر نتیجه همچنان مساوی است - دوازده نیمکت‌نشین - حداکثر ۳ تعویض |

|                | کورینتیانس | چلسی |
| -------------- | ---------- | ---- |
| گل             | ۰          | ۰    |
| شوت            | ۵          | ۹    |
| شوت در چهارچوب | ۱          | ۴    |
| سیو            | ۴          | ۱    |
| مالکیت توپ     | ۴۳٪        | ۵۷٪  |
| ضربه کرنر      | ۱          | ۲    |
| خطا            | ۱۰         | ۵    |
| آفساید         | ۰          | ۱    |
| کارت زرد       | ۰          | ۰    |
| کارت قرمز      | ۰          | ۰    |

|                | کورینتیانس | چلسی |
| -------------- | ---------- | ---- |
| گل             | ۱          | ۰    |
| شوت            | ۴          | ۵    |
| شوت در چهارچوب | ۱          | ۲    |
| سیو            | ۲          | ۰    |
| مالکیت توپ     | ۴۶٪        | ۵۴٪  |
| ضربه کرنر      | ۳          | ۱    |
| خطا            | ۷          | ۷    |
| آفساید         | ۱          | ۳    |
| کارت زرد       | ۱          | ۱    |
| کارت قرمز      | ۰          | ۱    |

|                | کورینتیانس | چلسی |
| -------------- | ---------- | ---- |
| گل             | ۱          | ۰    |
| شوت            | ۹          | ۱۴   |
| شوت در چهارچوب | ۲          | ۶    |
| سیو            | ۶          | ۱    |
| مالکیت توپ     | ۴۶٪        | ۵۴٪  |
| ضربه کرنر      | ۴          | ۲    |
| خطا            | ۱۷         | ۱۲   |
| آفساید         | ۱          | ۴    |
| کارت زرد       | ۱          | ۱    |
| کارت قرمز      | ۰          | ۱    |